# 石川勝行
石川 勝行（いしかわ かつゆき、1948年〈昭和23年〉3月23日 - ）は、日本の政治家。元愛媛県新居浜市長（3期）。

## 経歴
愛媛県新居浜市生まれ。
愛媛県立新居浜東高等学校を経て松山商科大学（現:松山大学）卒業。大学卒業後、愛媛県庁に入庁。職員時代には愛媛県財政課長や愛媛県県民環境部長、愛媛県西条地方局長などを歴任した。2004年には新居浜市内を襲った水害時には県民環境部長として対策を担当した。
2007年には新居浜市の副市長に就任。2012年5月末に佐々木龍新居浜市長が当期限りでの引退を表明、9月下旬に地元経済界や共産を除く市議会各派からの出馬要請を受ける形で副市長を辞任し、新居浜市長選挙に立候補を表明した。 11月に新居浜市長選挙が告示されたが他に立候補はなく無投票で初当選を果たした。
2016年、無投票で再選。2020年、会社役員の伊藤久門を破り3選。
2024年6月18日の6月定例市議会で、3期目の今期で市長を引退すると表明した。同月に後継候補として、前副市長の加藤龍彦に出馬を打診した。2024年11月10日に行われた新居浜市長選挙では、新人で元愛媛県議会議員の古川拓哉が加藤龍彦を破り初当選を果たした。

## 市政・人物
- 2022年7月9日、世界平和統一家庭連合（旧統一教会）の関連団体「天宙平和連合（UPF）」が主催するサイクリングイベント「ピースロード2022 in新居浜」が新居浜市と西条市で開催[8][9]。「ピースロード」の実行委員会から市の地域コミュニティ課に依頼があり、石川は会場で挨拶した[10]。なお、西条市長の玉井敏久はサイクリングで参加した[10]。
- 座右の銘は「なせばなる　なさねばならぬ何事も　ならぬは人のなさぬなりけり[3]。
- 趣味はゴルフ、山岡荘八や司馬遼太郎などの歴史小説の読書[3]。